# Pączewo
Pączewo – wieś kociewska w Polsce położona w województwie pomorskim, w powiecie starogardzkim, w gminie Skórcz przy drodze wojewódzkiej nr 222 i na trasie (zlikwidowanej obecnie) linii kolejowej Starogard Gdański-Smętowo Graniczne.
Wieś królewska w 1664 roku należała do starostwa gniewskiego.
W latach 1954–1959 wieś była siedzibą gromady Pączewo, której siedzibę przeniesiono do miasta Skórcz, pozostawiając jej nazwę. W latach 1975–1998 miejscowość administracyjnie należała do województwa gdańskiego.
We wsi był przystanek kolejowy Pączewo.

## Urodzeni w Pączewie
- Jan Brejski  –  polski działacz narodowy i polonijny, dziennikarz, wydawca, działacz państwowy II Rzeczypospolitej, poseł na Sejm Ustawodawczy, wojewoda pomorski [4].
- Korneliusz Lipiński – filomata pomorski, powstaniec styczniowy, działacz ludowy na Pomorzu Gdańskim[5].
- Izydor Brejski – polski polityk, działacz PSL „Piast”, poseł na Sejm Ustawodawczy[6].

## Zabytki
Według rejestru zabytków NID na listę zabytków wpisane są:
- kościół parafialny pw. Zwiastowania NMP, poł. XIV, XVIII, 1925, nr rej.: A-306 z 13.08.1962. Gotycki, przed fasadą wieża z XVII w. zwieńczona renesansowymi szczytami, po obu stronach nawy barokowe kaplice, w wyposażeniu barokowy ołtarz główny, rokokowe ołtarze boczne i ambona, a także gotycka figura Madonny[8].
- dawny cmentarz przy kościele, XIV(?), XVIII – XX, nr rej.: A-306 z 19.01.2016
- ogrodzenie murowane z bramą i kapliczką, 1925, nr rej.: j.w.